# Tieler Kirmeskuchen

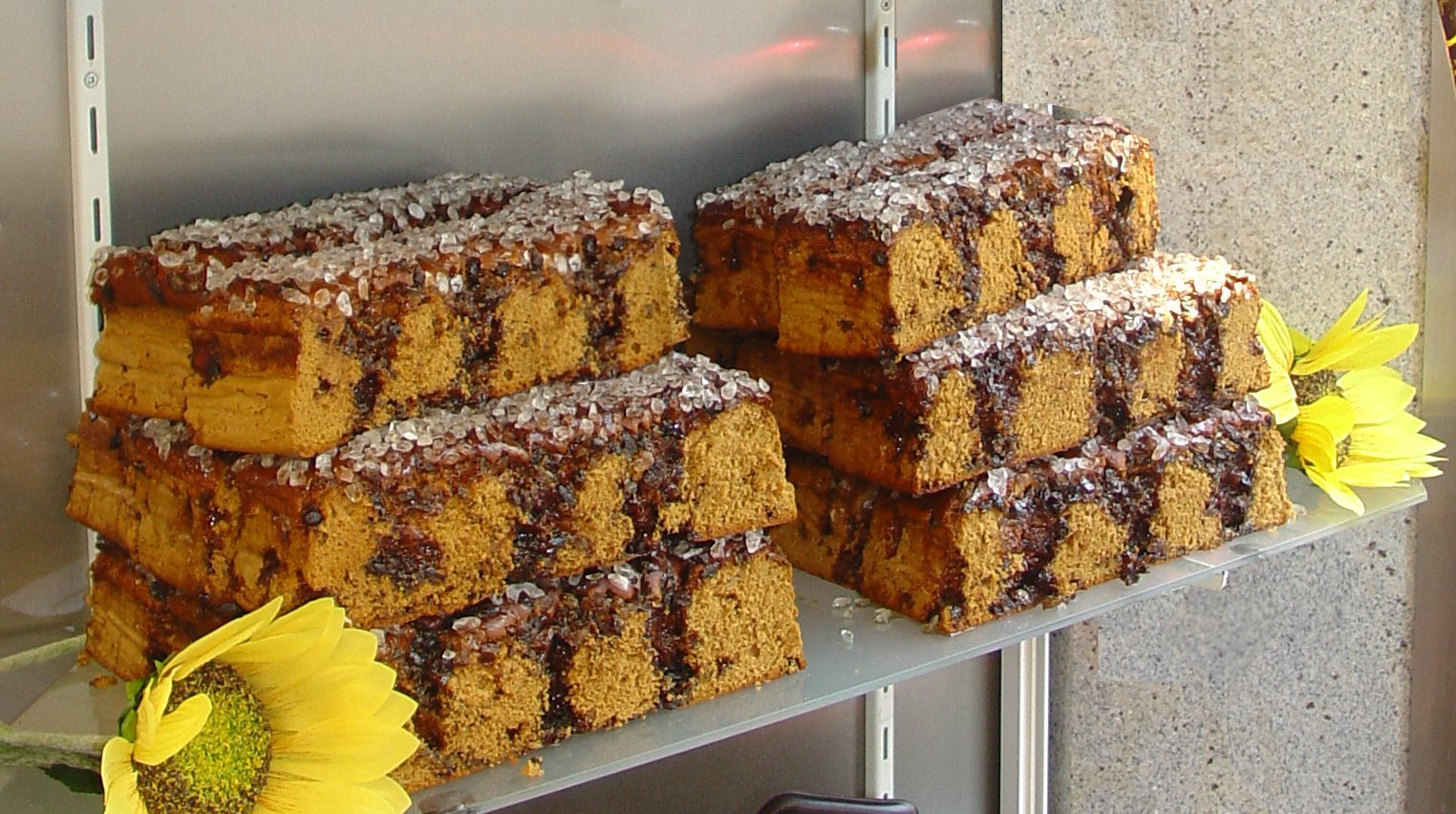
Der Tieler Kirmeskuchen

Der Tieler Kirmeskuchen, auch Kirmeskuchen oder Liebeskuchen genannt, ist eine Art Honigkuchen aus der Region Betuwe, hergestellt mit Honig, Roggenmehl und Hagelzucker. Der Kirmeskuchen wird traditionell nur im Oktober für die Tieler Herbstkirmes in einer Bäckerei in Tiel gebacken. Er wurde im September 2015 als niederländisches Kulturerbe anerkannt.
Schon 1871 wurde der Kirmeskuchen von Jan ter Gouw in seinem Buch De volksvermaken beschrieben. Als Brauchtumslegende gilt: Der verliebte Bauernsohn kaufte seiner Angebeteten einen Kirmeskuchen als Heiratsantrag. Gab sie ihm acht oder 14 Tage später beim Sonntagsbesuch ein Stück dieses Honigkuchens, war das für ihn das Zeichen, dass sie seine Frau werden wollte. Heute ist das Schenken eines Liebeskuchens eher ein Ausdruck von Wertschätzung und Freundschaft.